# Please Smile Again
Singles de Namie Amuro
Never End
(2000) Think of Me / No More Tears
(2001)
Please Smile Again est le 16e single régulier de Namie Amuro sorti sur le label Avex Trax, ou le 18e sous son seul nom en comptant ceux sortis sur le label Toshiba-EMI.
Il sort le 4 octobre 2000 au Japon, écrit et produit par Tetsuya Komuro, et atteint la 2e place du classement de l'Oricon. Il se vend à 94 520 exemplaires la première semaine, et reste classé pendant 20 semaines, pour un total de 216 960 ventes.
Please Smile Again sert de thème musical pour une campagne publicitaire pour la marque Meiji Fran, et Cross Over pour la marque de téléphones portable MM TU-KA. Elle figureront sur l'album Break the Rules.

## Liste des titres
| 1. | PLEASE SMILE AGAIN (TK Original Mix) | 6:26 |
| 2. | CROSS OVER (TK Original Mix)         | 6:26 |
| 3. | PLEASE SMILE AGAIN (Jamaster A Mix)  | 6:08 |
| 4. | PLEASE SMILE AGAIN (tv mix)          | 6:04 |
| 5. | PLEASE SMILE AGAIN (A cappella)      | 6:04 |